# Smolanka (obwód tarnopolski)
Smolanka (ukr. Смоля́нка) – wieś na Ukrainie w rejonie tarnopolskim należącym do obwodu tarnopolskiego.

## Historia
Właścicielem wsi był m.in. hrabia Wiktor Ignacy Baworowski herbu Prus II, członek Stanów Galicyjskich, syn Józefa.
W II Rzeczypospolitej wieś powiecie tarnopolskim województwa tarnopolskiego.
W latach 1943-1945 nacjonaliści ukraińscy z OUN-UPA zamordowali tutaj 7 Polaków.

## Ludzie
Urodził się tu Leopold Dobiasz – pułkownik lekarz weterynarii doktor Wojska Polskiego.